# Hedysarum sangilense
Hedysarum sangilense là một loài thực vật có hoa trong họ Đậu. Loài này được Krasnob. & Timokhina miêu tả khoa học đầu tiên.